# بازگشت مردگان زنده
بازگشت مردگان زنده (به انگلیسی: The Return of the Living Dead) فیلمی محصول سال ۱۹۸۵ و به کارگردانی دان اوبانون است. در این فیلم بازیگرانی همچون کلو گولگر، جیمز کارن، دان کالفا، توم متیوس، میگوئل ای. نونیز جونیور، جان فیلبین، لینی کوئیگلی ایفای نقش کرده‌اند.